# Eurybregma nigrolineata
Eurybregma nigrolineata är en insektsart som beskrevs av Scott 1875. Eurybregma nigrolineata ingår i släktet Eurybregma och familjen sporrstritar. Arten är reproducerande i Sverige. Inga underarter finns listade i Catalogue of Life.